# Communauté de communes Belley Bas Bugey
La communauté de communes Belley Bas Bugey est une ancienne communauté de communes située dans le département de l'Ain.

## Composition
Lors de sa dissolution, elle était composée des communes suivantes :
| Nom                         | Code Insee | Gentilé       | Superficie (km2) | Population (dernière pop. légale) | Densité (hab./km2) |
| --------------------------- | ---------- | ------------- | ---------------- | --------------------------------- | ------------------ |
| Belley (siège)              | 01034      | Belleysans    | 22,42            | 8 983 (2014)                      | 401                |
| Ambléon                     | 01006      | Ambléonais    | 5,88             | 109 (2014)                        | 19                 |
| Andert-et-Condon            | 01009      |               | 6,94             | 338 (2014)                        | 49                 |
| Arbignieu                   | 01015      | Arbignolans   | 13,07            | 491 (2015)                        | 38                 |
| Brens                       | 01061      | Brensols      | 6,90             | 1 186 (2014)                      | 172                |
| Chazey-Bons                 | 01098      | Bondolans     | 15,44            | 850 (2014)                        | 55                 |
| Contrevoz                   | 01116      | Controvolats  | 14,18            | 508 (2014)                        | 36                 |
| Conzieu                     | 01117      | Conzolards    | 7,20             | 147 (2014)                        | 20                 |
| Cressin-Rochefort           | 01133      |               | 7,93             | 384 (2014)                        | 48                 |
| Flaxieu                     | 01162      | Flaxiolans    | 2,79             | 65 (2014)                         | 23                 |
| Magnieu                     | 01227      | Magnolans     | 11,37            | 458 (2014)                        | 40                 |
| Marignieu                   | 01234      | Marignolans   | 3,55             | 172 (2014)                        | 48                 |
| Massignieu-de-Rives         | 01239      | Massignolants | 9,52             | 635 (2014)                        | 67                 |
| Murs-et-Gélignieux          | 01268      |               | 6,46             | 253 (2014)                        | 39                 |
| Nattages                    | 01271      | Nattageois    | 10,33            | 567 (2015)                        | 55                 |
| Parves                      | 01286      | Parverans     | 5,53             | 371 (2015)                        | 67                 |
| Peyrieu                     | 01294      | Peyriolans    | 14,13            | 838 (2014)                        | 59                 |
| Pollieu                     | 01302      | Pollieutants  | 3,71             | 158 (2014)                        | 43                 |
| Prémeyzel                   | 01310      | Prémeyzélans  | 7,63             | 229 (2014)                        | 30                 |
| Saint-Champ                 | 01341      | Sansolians    | 5,14             | 159 (2014)                        | 31                 |
| Saint-Germain-les-Paroisses | 01358      |               | 16,27            | 417 (2014)                        | 26                 |
| Virignin                    | 01454      | Virignolans   | 7,88             | 1 054 (2014)                      | 134                |
| Vongnes                     | 01456      |               | 2,05             | 71 (2014)                         | 35                 |

## Compétences
- Assainissement collectif
- Assainissement non collectif
- Protection et mise en valeur de l'environnement
- Action sociale
- Création, aménagement, entretien et gestion de zone d'activités industrielle, commerciale, tertiaire, artisanale ou touristique
- Tourisme
- Construction ou aménagement, entretien, gestion d'équipements ou d'établissements culturels, socioculturels, socioéducatifs, sportifs
- Activités sportives
- Création et réalisation de zone d'aménagement concerté (ZAC)
- Création, aménagement, entretien de la voirie
- Autres

## Historique
- 31 décembre 2013 : dissolution et fusion dans la communauté de communes Bugey Sud
- 5 octobre 2006 : Modification des compétences
- 30 juin 2005 : Transfert d'une compétence (pays)
- 26 avril 2005 : Transfert de compétences -enlèvement des épaves automobiles et mission locale jeunes-
- 7 octobre 2003 : Rajout d'étude et réalisation de la voie dénommée Véloroute du Léman à la mer
- 14 décembre 2000 : Transformation du district Belley Bas Bugey en communauté de communes

## Pour approfondir